# Umbar Pada Nandade
Umbar Pada Nandade é uma vila no distrito de Thane, no estado indiano de Maharashtra.

## Demografia
Segundo o censo de 2001, Umbar Pada Nandade tinha uma população de 5689 habitantes. Os indivíduos do sexo masculino constituem 53% da população e os do sexo feminino 47%. Umbar Pada Nandade tem uma taxa de literacia de 73%, superior à média nacional de 59.5%: a literacia no sexo masculino é de 79% e no sexo feminino é de 67%. Em Umbar Pada Nandade, 13% da população está abaixo dos 6 anos de idade.